# Skvadern i Uppsala
Skvadern, föreningen för Medelpadsstudenter i Uppsala, är en sammanslutning tillhörande Norrlands nation i Uppsala. 
Föreningen bildades den 20 oktober 1950 och är öppen för manliga studenter som har anknytning till eller hyser intresse för landskapet Medelpad. Föreningens syfte är att under formen av ett slutet sällskap befordra ett gott kamratskap och främja intresset för hembygden. Sedan 1956 anordnar Skvadern varje vår en gasque för att hedra kvinnan, SkvaderDam, som går av stapeln på Norrlands nation. 
Föreningen Ypsilon är Skvaderns systerförening på nationen.